# حريش زانتي
حريش زانتي (الاسم العلمي:Bothropolys xanti) هو نوع من المفصليات يتبع جنس الحريش المتعدد النقر من الفصيلة الحريشية المتعدد النقر.